# Iso Grifo
Iso Grifo - італійський спортивний автомобіль класу гран-турізмо, що вироблявся компанією Iso Rivolta в 1965-1974 роках. Автомобіль замислювався як конкурент Ferrari і Maserati, в ньому використовувався ряд американських деталей виробництва Chevrolet і Ford, що забезпечувало продуктивність і максимальну надійність.

## Передісторія

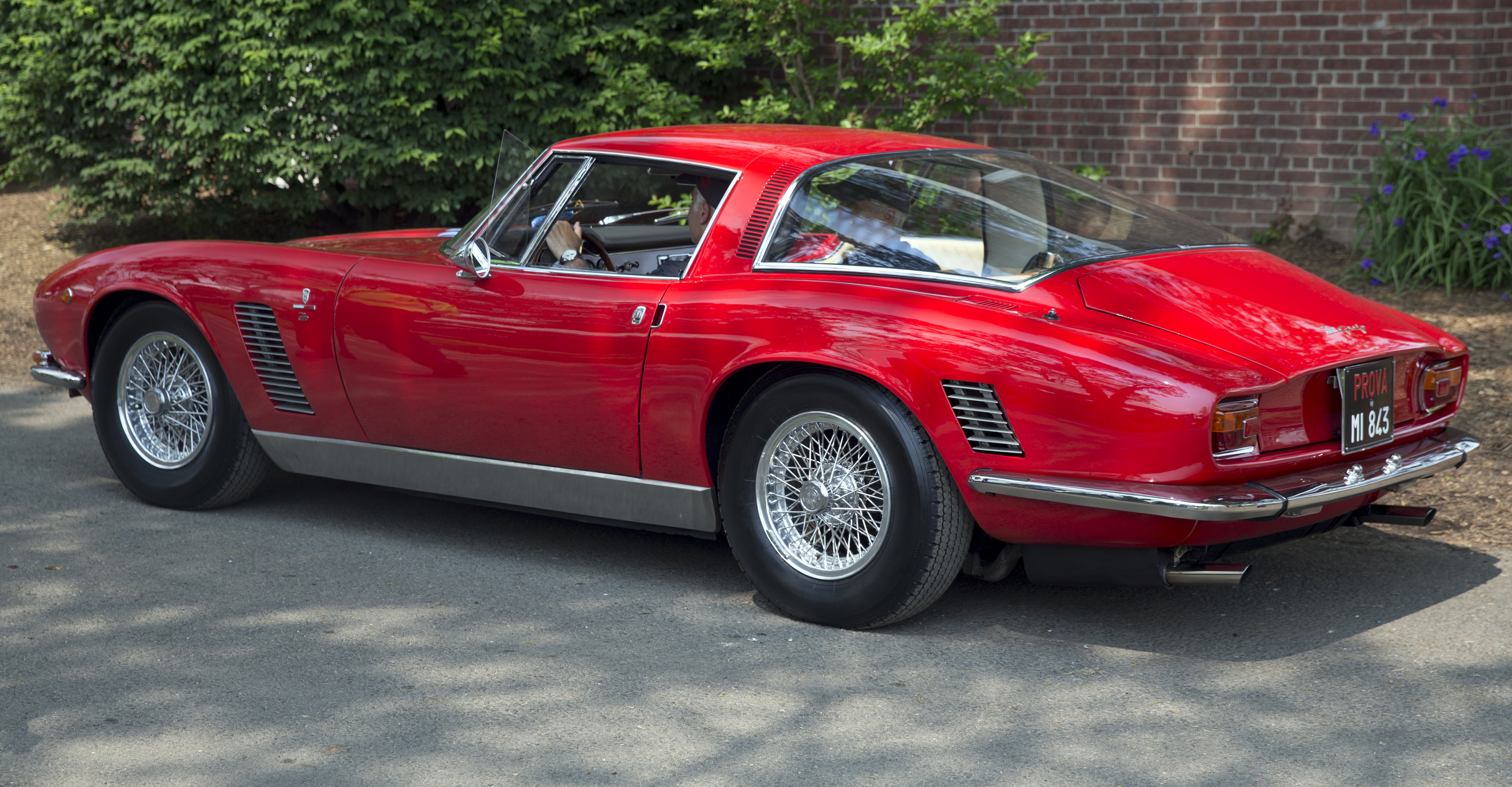
Iso Grifo

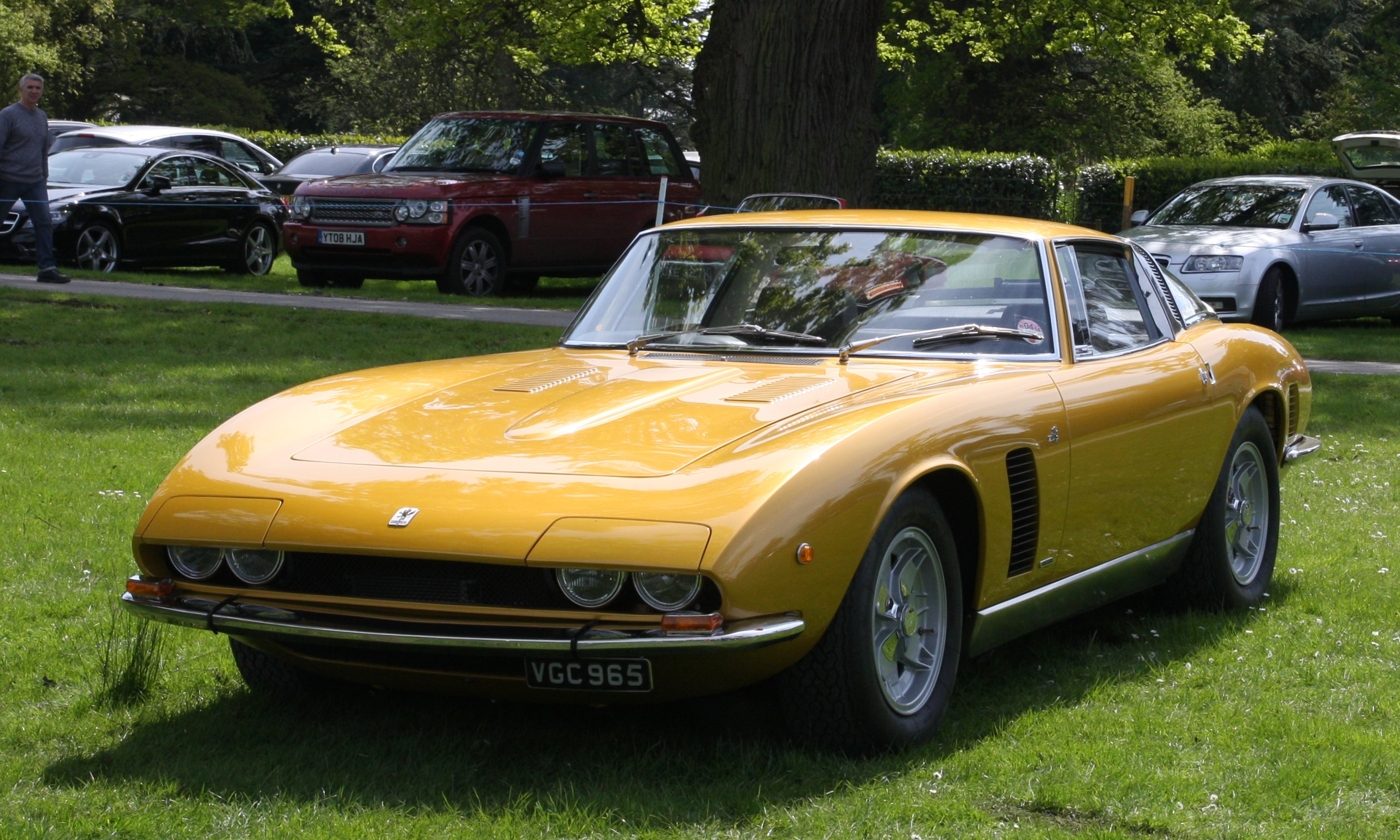
Iso Grifo II

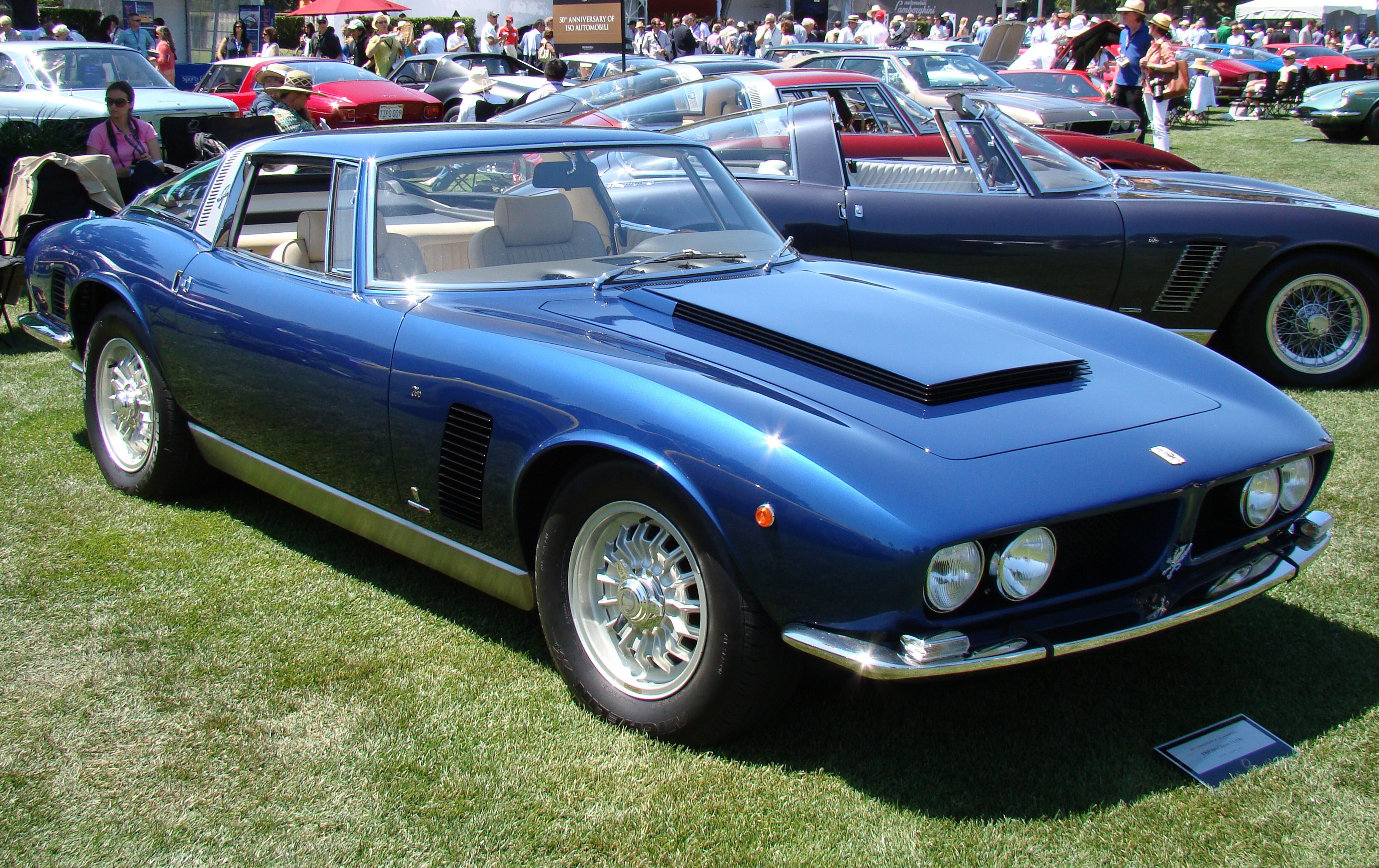
Iso Grifo 7 Litri

Італійська компанія Iso починала виробництво автомобілів з мікромашини Isetta, що мала всього одні дверці, розташовану спереду. Продаж ліцензій на проект Isetta декільком фірмам (в тому числі BMW) дозволила засновнику компанії сконцентруватися на випуску спортивних автомашин високого класу. Першою стала модель Rivolta, на яку встановлювався двигун від Chrysler - він був простим і недорогим, але в той же час видавав високі показники. Володіючи потужністю в 300 к.с., він розганяв авто до 224 км/год. У 1965 році на автосалоні у Франкфурті була показана нова розробка - модель Iso Grifo. За легендою, міфічні істоти грифони були затятими ворогами коней - відсилання до того, що на емблемах Ferrari, Porsche, Ford Mustang і деяких інших автомобілів зображені коні. Виробник планував створити кращий спортивний автомобіль.

## Опис
Кузов був розроблений Джорджетто Джуджаро з Gruppo Bertone та зовні схожий на Pontiac GTO і Chevrolet Corvette Sting Ray; двигун також дістався від Chevrolet, за решту механіки відповідав Джотто Бідзаріні. Звичайний двигун розвивав 300 к.с., більш потужний - 365 к.с. і розганяв двомісне купе до 256 км/год. Поряд з чотирьох- і п'ятиступеневими коробками передач пропонувався і автомат.
У 1968 році, після виходу на ринок Ferrari Daytona і Maserati Ghibli I, двигун поміняли: тепер це був 7.0 літровий двигун, який видає 390 к.с. і розганяє суперкар до 273 км/год, а на першій передачі можна було дотягнути 112 км/год.
У 1970 році змінився зовнішній вигляд Grifo: дизайн від Марчелло Гандіні передбачав більш плоский і загострений до носової частини капот; фари не можна було назвати ні відкритими, ні закритими: в звичайному стані вони виглядали наполовину, при їх включенні заслінки виїжджали під капот і відкривали фари повністю. Технічна начинка також зазнала деяких змін: двигун ще більш форсували, досягнувши 409 к.с., завдяки чому максимальна швидкість становила тепер 285 км/год.
Такий потужний автомобіль був досить дорогим - навіть Ferrari коштував дешевше - і разом з тим надзвичайно популярним: в Німеччині число продажів було більшим, ніж у Ferrari, Lamborghini, De Tomaso і Maserati разом узятих. Однак в 1974 році виробник збанкрутував через нафтову кризу 1973 року. З півтисячі виготовлених Iso Grifo до сьогоднішнього дня збереглися лише версії купе, а відкриті кузова (родстери) не витримали корозії.
У 1990 році модель була відроджена, отримавши двигун V12 від Chevrolet потужністю 441 к.с., з яким вона розганяла до 100 км/год за 4,5 секунди.

## Двигуни
- 5.4 L Chevrolet 327 OHV V8
- 5.8 L Ford 351 OHV V8
- 7.0 L Chevrolet 427 OHV V8
- 7.4 L Chevrolet 454 OHV V8